# Productfotografie
Productfotografie is een tak van fotografie die zich bezighoudt met het vastleggen van producten ten behoeve van een brochure, catalogus, internetwinkel of een andere vorm van promotie. Het gaat er bij productfotografie om een artikel zo aantrekkelijk mogelijk in beeld te brengen.
Een productfotograaf werkt vrijwel altijd in een fotostudio. Een goede gelijkmatige belichting met zo min mogelijk schaduwen rond het onderwerp is noodzakelijk. Vaak worden de onder- en achtergrond op de foto zo onzichtbaar mogelijk gemaakt, bijvoorbeeld door te werken met een opnametafel, een achtergrondsysteem of met een lichttent. Met behulp van een fotobewerkingsprogramma kan het onderwerp uit de ondergrond worden gelicht, om op een andere achtergrond te worden geplaatst, of op een pagina van een folder.
Productfotografie kan daarnaast verrijkt worden door animaties, video, of fragmenten te verwerken. Een object kan van alle mogelijke kanten weergeven worden, zeker met een 3D-functie, dankzij de zogeheten 6 degrees of freedom (6DoF). De internetgebruiker kan virtueel de animaties bewegen op de computer, tablet en smartphone in HTML5-formaat.